# Пајонир Џанкшон (Монтана)
Пајонир Џанкшон (енгл. Pioneer Junction) насељено је место без административног статуса у америчкој савезној држави Монтана.

## Демографија
По попису из 2010. године број становника је 959.
| Група             | 2000.    | 2010.       |
| Белци             | 0 (0,0%) | 906 (94,5%) |
| Афроамериканци    | 0 (0,0%) | 2 (0,2%)    |
| Азијати           | 0 (0,0%) | 5 (0,5%)    |
| Хиспаноамериканци | 0 (0,0%) | 14 (1,5%)   |
| Укупно            | 0        | 959         |